# Неводське
Неводське (рос. Неводское) — село у Томарінському міському окрузі Сахалінської області Російської Федерації.
Населення становить 6 осіб (2013).

## Історія
З 1905 по 3 вересня 1945 року у складі губернаторства Карафуто Японії, відтак у складі Томарінського міського округу Сахалінської області.

## Населення
| 2002 | 2010 | 2013 |
| ---- | ---- | ---- |
| 30   | ↘6   | →6   |